# NGC 515
NGC 515 (również PGC 5201 lub UGC 956) – galaktyka soczewkowata (S0), znajdująca się w gwiazdozbiorze Ryb. Odkrył ją William Herschel 13 września 1784 roku.